# Excepcionalisme americà

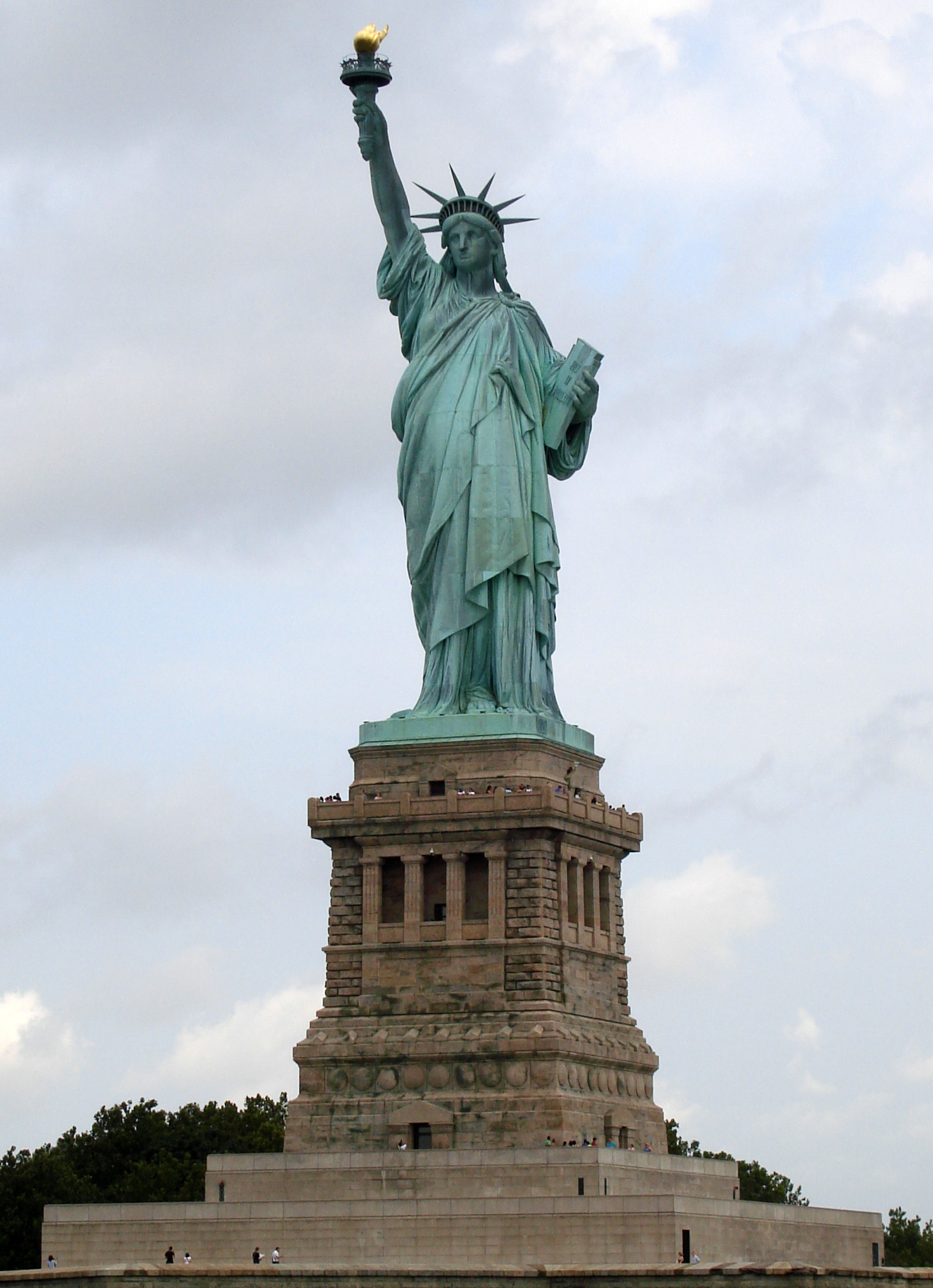
El professor alemany Sieglinde Lemke va argumentar que l'Estàtua de Llibertat "indica aquesta missió proselitista com l'extensió natural dels EUA' que se sent a si mateixa com una nació excepcional."

L'excepcionalisme americà és la idea que els Estats Units són, en essència, diferents de les altres nacions. Els seus impulsors argumenten que els valors, el sistema polític i el desenvolupament històric dels EUA són únics en la història de la humanitat, sovint amb la implicació que el país “mereix i està destinat a tenir un paper diferenciat i positiu dins de l'escenari mundial”.
El politòleg Seymour Martin Lipset situa l'inici de l'excepcionalisme americà en la Revolució americana, de la qual els EUA van emergir com “la primera nova nació” amb un conjunt d'idees diferenciades. Aquesta ideologia es basa en la llibertat, la igualtat davant la llei, responsabilitat, la democràcia representativa i una economia laissez-faire; A aquests principis hom a voltes s'hi refereix col·lectivament com a “excepcionalisme americà” i impliquen que els EUA siguin percebuts, tant en l'àmbit nacional com internacional, com a superiors a les altres nacions o que tinguin una missió singular de transformació del món.
La teoria de l'excepcionalisme als EUA s'ha desenvolupat al llarg del temps i es pot remuntar a força orígens. El politòleg i historiador francès, Alexis de Tocqueville fou el primer escriptor a descriure el país com a “excepcional” després de viatjar-hi el 1831. L'ús més antic documentat del terme específic “excepcionalisme americà” el trobem a les disputes internes dels comunistes americans a finals dels anys vint del segle passat.

## Terminologia
La idea dels Estats Units (EUA) com a societat excepcional té una llarga història, amb un origen que de vegades es relaciona amb l'escriptor francès Alexis de Tocqueville o a les idees exposades pels Pares Fundadors dels Estats Units durant la Revolució americana. Per exemple, l'agost de 1861 The Temps de Londres fa referència al terme en un escrit sobre la Guerra Civil americana. “l'excepcionalisme, si hom pot usar la paraula de la qual els americans tant presumeixen”. Tanmateix, el terme específic “excepcionalisme americà” sembla haver-se originat amb els comunistes americans cap a finals dels anys vint del segle passat. L'ús documentat més antic citat per l'Oxford English Dictionary és del 29 de gener de 1929 pel diari Daily Worker: “Aquest 'excepcionalisme' americà encaixa amb la totalitat de la línia tàctica de la Internacional Comunista tal com encaixava amb Amèrica”. Al seu torn, el líder soviètic, Joseph Stalin (qui probablement estava al cas d'aquest ús primerenc del terme), va condemnar l'"heretgia de l'excepcionalisme americà” en un tens debat amb Jay Lovestone del Partit Comunista dels Estats Units d'Amèrica, després que Lovestone repetís els arguments d'altres comunistes americans sobre la independència dels EUA de les lleis marxistes d'història “gràcies als seus recursos naturals, capacitat industrial i absència de rígides distincions de classe”. Més endavant els intel·lectuals van estendre l'ús del terme a l'àmbit general. El terme “excepcionalisme americà” fou rarament emprat passats els anys trenta fins que als anys vuitanta els diaris americans el van popularitzar per a descriure la singularitat política i cultural d'Amèrica.

El 1989 el politòleg escocès, Richard Rose, va observar que els historiadors americans aprovaven l'excepcionalisme, i va suggerir que el seu raonament fou el següent: 
Amèrica marxa a toc del seu propi tambor. La seva singularitat s'explica per totes o qualsevol d'aquestes diverses raons: història, mida, geografia, institucions polítiques i cultura. Les explicacions sobre el creixement del govern a Europa no satisfan l'experiència americana ni viceversa.
Tanmateix, els acadèmics postnationalist rebutgen l'excepcionalisme americà i argumenten que els EUA no van fer un trencament net amb la història d'Europa i, en conseqüència, han mantingut les diferències basades en la classe i la raça, així com l'imperialisme i la voluntat de finançar la guerra.
En temps recents, acadèmics de nombroses disciplines, així com polítics i comentaristes dels mitjans tradicionals, han debatut sobre el significat i utilitat del concepte.Roberts i DiCuirci pregunten:
| « | Per què el mite de l'excepcionalisme americà —caracteritzat per una creença en els trets altament distintius d'Amèrica o per la seva trajectòria inusual basada en l'abundància de recursos naturals, els orígens revolucionaris i una cultura protestant que avançava pel país la benedicció de Déu—, ha mantingut un poder tan durador, des de la seva influència en la cultura popular fins al seu paper fonamental en la política exterior? | » |

Alguns historiadors defensen el concepte d'excepcionalisme americà però eviten la terminologia per defugir quedar atrapats en debats retòrics. Bernard Bailyn, important especialista en colonialisme de Harvard, creu en la singularitat de la civilització americana.Malgrat que gairebé mai utilitza l'expressió “excepcionalisme americà”, insisteix en els “trets distintius de l'estil de vida de la Nord Amèrica britànica”. Argumenta que el procés de transmissió social i cultural dona com a resultat patrons d'educació, en el sentit més ampli de la paraula, peculiarment americans, i creu en el caràcter únic de la Revolució americana.
El terme va esdevenir motiu de disputa entre els candidats a la presidència Barack Obama i John McCain durant la campanya electoral de 2008, on McCain va atacar Obama per, suposadament, no creure en el concepte.

## Història de concepte

### Alexis de Tocqueville i altres (1835)
La primera referència al concepte pel seu nom, i possiblement el seu origen, la trobem en l'obra Democràcia en Amèrica (1835/1840) de l'escriptor francès Alexis de Tocqueville:
| « | La posició dels americans és, per tant, força excepcional i es pot arribar a pensar que cap poble democràtic es trobarà mai en una posició semblant. El seu origen estrictament purità, els seus hàbits exclusivament comercials, fins i tot el país que habiten, que sembla desviar-los d'objectius com la ciència, la literatura i les arts, la proximitat d'Europa, que els permet deixar de banda aquests objectius sense caure en el barbarisme, un miler de causes particulars, de les quals només n'he pogut citar les més importants, han concorregut de manera singular per a fixar la ment dels americans en objectes purament pràctics. Les seves passions, desitjos, educació, i tot el que té relació amb ells sembla unir-se per a atraure els nadius dels Estats Units a la terra; només la religió els fa dirigir de tant en tant una mirada transitòria i discreta cap al cel.Parem de veure, doncs, totes les nacions democràtiques sota l'exemple del poble americà. | » |

Kammen afirma que molts visitants estrangers van fer comentaris sobre l'excepcionalisme americà, inclosos Karl Marx, Francis Lieber, Hermann Eduard von Holst, James Bryce, H. G. Wells, G. K. Chesterton, i Hilaire Belloc i ho van fer a manera de compliment. La temàtica va esdevenir usual, especialment en els llibres de text. Des dels anys quaranta fins a finals del segle xix els llibres de text McGuffey Readers van vendre 120 milions de còpies i eren emprats per la majoria d'estudiants americans. Skrabec (2009) argumenta que els McGuffey Readers “van prear l'excepcionalisme americà, el manifesta destí, i Amèrica com a país de Déu... És més, els McGuffey Readers veien Amèrica com el país amb una missió futura de portar la llibertat i la democràcia al món.

Diari que publica l'annexió de la República de Hawaii el 1898. L'excepcionalime americà ha alimentat l'expansió americana mitjançant l'ideari de destí manifest.

### El debat comunista (1927)
El juny de 1927 Jay Lovestone, un líder del Partit Comunista dels Estats Units i que aviat en seria nomenat secretari general, va descriure la singularitat econòmica i social americanes. Va observar la força creixent del capitalisme americà i “l'immens poder de reserva”, tot dient que tots dos impedien una revolució comunista. A mitjans de, el líder soviètic Joseph Stalin, sense creure que Amèrica fos tan resistent a una revolució, va titllar les idees de Lovestone d'“heretgia de l'excepcionalisme americà”, molt probablement en referència a un article publicat al Daily Worker aquell mateix any. La Gran Depressió Dels Estats Units va semblar refermar la idea de Stalin que el capitalisme americà es regeix per les lleis generals del marxisme. El juny de 1930, durant la conveni nacional del Partit Comunistes dels Estats Units es va afirmar: “La tempesta de la crisi econòmica als Estats Units ha desmantellat el castell de cartes de l'excepcionalisme americà i tot el sistema de teories oportunistes i fantasies que s'han construït sobre la 'prosperitat' del capitalisme americà”.

### L'Amèrica dels Mormons
L'Església de Jesús Crist dels Sants Darrers Dies (Església Mormona) creu que les Amèriques, inclosos els Estats Units, són un lloc únic, habitat per un poble elegit compost per lamanites (indígenes americans) i mormons, amb un destí singular, que els Estats Units amb la terra promesa Bíblica al Llibre de mormó, amb la Constitució dels Estats Units que són inspiració divina. Joseph Smith afirmava que el nou Jerusalem del mil·lenarisme havia de ser construït a Amèrica (desè manament de fe) i donava com a paraules de Déu: “no està bé que els homes visquin com a esclaus els uns dels altres.I amb aquest propòsit he establert la constitució d'aquesta terra, feta per les mans d'homes savis a qui he alçat per a posar al càrrec d'aquesta tasca i he redimit la terra amb un vessament de sang” (D&C 101:79–80).
Tot i que oficialment rebutjat per l'església mormona, elsfonamentalista Mormons creuen en la Profecia de Cavall Blanca, que preveu que els mormons seran els cridats a salvar la constitució quan aquesta “pengi d'un fil”.

### Singularitat
En general, els americans han tingut la consideració de “singularitat” o “unicitat” nacional. La historiadora Dorothy Ross assenyala tres corrents diferents pel que fa a la singularitat de característiques.
1. Uns protestants creien que el progrés americà afavoriria el retorn de Jesús Crist i dels Cristians mil·lenaristes.[32]
2. Alguns historiadors del segle xix van relacionar la llibertat americana amb el desenvolupament de la llibertat a l'Anglaterra anglosaxona.
3. Altres escriptors americans van mirar cap a la “novetat mil·lenarista” d'Amèrica. Henry Nash Smith va ressaltar el terme “terra verge” en la frontera americana que prometia una escapatòria a la decadència que havien patit abans altres repúbliques.[33][34]

### Administració Obama i època posterior
L'abril de 2009, el president dels EUA Barack Obama va respondre la pregunta d'un periodista a Estrasburg amb aquesta afirmació: “Crec en l'excepcionalisme americà de la mateixa manera com sospito que els britànics creuen en l'excepcionalisme britànic, i els grecs en l'excepcionalisme grec”. Posteriorment, Obama va afegir: “no veig cap contradicció entre creure que Amèrica té un paper extraordinari i continu en el lideratge del món cap a la pau i la prosperitat, i reconèixer que aquest lideratge forçosament depèn de la nostra habilitat per a crear aliances, perquè no podem solucionar els problemes tot sols”.
Mitt Romney va atacar aquestes declaracions d'Obama tot assenyalant que el president no creia en l'excepcionalisme americà.L'antic governador d'Arkansas, Mike Huckabee va declarar que “la visió del món d'Obama és completament diferent de la de qualsevol altre president que haguéssim tingut, sigui republicà o demòcrata... Té un bagatge més globalista que no pas americà. Negar l'excepcionalisme americà és, en essència, negar el cor i l'ànima d'aquesta nació”.
En un discurs sobre la crisi de Síria el 10 de setembre de 2013, Obama va dir que “tanmateix, si modestament, amb esforç i risc, podem impedir que es mati els nens amb gas i d'aquesta manera proporcionar a llarg termini una major seguretat per als nostre fills, crec que hem d'actuar... Això és el que fa Amèrica diferent.
Això és el que ens fa excepcionals”. L'endemà i en resposta directa a això, el president rus, Vladimir Putin va publicar un article d'opinió al New York Times indicant: “És extremadament perillós encoratjar la gent a creure's excepcionals, sigui quina en sigui la motivació... Tots som diferents, però quan demanem la benedicció de Déu no hem d'oblidar que Déu ens va crear a tots iguals”.
L'opinió de Putin va ser aviat recolzada pel futur president, Donald Trump, que es va referir a l'article d'opinió com a “obra mestra”. “Penses que el terme és bonic, però de cop dius, què passaria si fos a Alemanya, al Japó o a qualsevol de 100 països més? Llavors ja no t'agradarà el terme”, va dir Trump. “És molt insultant i Putin li ho va fer saber”.
Alguns comentaristes americans d'esquerres estan d'acord amb la postura de Trump. Un exemple és Sherle Schwenninger, cofundadora de New American Foundation, qui en un simposi de la revista Nation l'any 2016 va afirmar: “Trump redefiniria l'excepcionalisme americà tot posant fi al projecte globalista neoliberal/neoconservador al qual Hillary Clinton i molts republicans fan costat. Tanmateix Trump també ha advocat per una política d' ”Amèrica primer”, ressaltant el nacionalisme i unilateralisme americans, però amb més èmfasi en el no-intervencionisme que en l'imperialisme.
L'excepcionalisme americà ha estat un pilar de la plataforma del Partit Republicà d'ençà de 2012. La plataforma iniciada el 2016 el defineix com “la noció que les nostres idees i principis com a nació ens donen una posició única de lideratge moral” i reafirma la idea que en conseqüència els EUA han de “reprendre el seu lloc natural com a líders mundials”.
El terme va ser adoptat per l'antic vicepresident dels Estats Units, Dick Cheney en el seu llibre de 2015 Per què el món necessita una Amèrica poderosa.
El professor Mugambi Jouet va explicar que el suport republicà a l'excepcionalisme americà va créixer en oposició a Obama, i va ser catalogat com a anti-Obama, de la mateixa manera que les raons pels drets dels estats van de catalogades com a antinegre.

## Causes dins un context històric
Els acadèmics han explorat possibles justificacions per a la noció de l'excepcionalisme americà.

### Absència de feudalisme
Molts acadèmics fan servir un model d'excepcionalisme americà desenvolupat pel politòleg de Harvard Louis Hartz. A La tradició liberal a Amèrica (1955), Hartz argumenta que a la tradició política americana hi manquen els elements d'esquerres/socialistes i de dretes/aristocràtics que van dominar a Europa, perquè a l'Amèrica colonial hi va haver absència de tradicions feudals, com ara una església oficial, hisendes i una noblesa hereditària. Com a resultat, la política americana es va desenvolupar al voltant d'una tradició de liberalisme 'lockià'. Malgrat que algunes pràctiques europees d'origen feudal, com ara la primogenitura, es van transmetre cap a Amèrica, Hartz argumenta que la seva abolició durant la revolució americana només va fer que refermar el liberalisme americà.
L'escola del “consens liberal”, tipificada per David Potter, Daniel Boorstin, i Richard Hofstadter va seguir Hartz a l'hora de posar èmfasi en el fet que els conflictes polítics en la història americana van succeir dins els estrets límits de la seva tradició liberal, especialment amb relació a la propietat privada, drets individuals, i govern representatiu. El govern nacional que en va sorgir va esdevenir molt menys centralitzat o nacionalitzat que els dels seus iguals europeus.
Alguns acadèmics, però, han qüestionat que no hi hagués feudalisme a Amèrica. Sheldon Wolin argumenta que la revolució americana va ser una reacció contra un augment de la centralització per part del govern britànic, mentre que segons Karen Orren, aspectes de la llei laboral feudal es van mantenir a Amèrica fins a finals de la dècada de 1930. James T. Kloppenberg ha criticat Hartz per veure la política americana com un consens liberal, tot argumentant que això és una simplificació de la història dels EUA. Per altra banda, Catherine A. Holland, alhora que accepta altres crítiques a Hartz, argumenta que això és una mala interpretació, perquè Hartz reconeix divisions dins de la política americana (malgrat que divisions dins del liberalisme).

### Les arrels puritanes i la promesa protestant
Parts de l'excepcionalisme americà poden tenir el seu origen en les arrels puritanes D'Americà. Molts puritans amb tendència arminiana van optar per un terme mitjà entre l'estricta predestinació calvinista i una teologia de la divina providència menys restrictiva. Creien que Déu havia fet un pacte amb el poble i els havia elegit per a donar exemple a les altres nacions de la Terra.Un líder purità, John Winthrop, va expressar aquesta idea metafòricament com una casa dalt del turó: la comunitat puritana de Nova Anglaterra hauria de servir de model per a la resta del món. Aquesta metàfora és sovint utilitzada pels defensors de l'excepcionalisme.Els valors morals puritans han romàs un component de la identitat nacional durant segles.
En aquest sentit, Max Weber va ser pioner en establir una connexió entre el capitalisme i l'excepcionalisme. Eric Luis Uhlmann, de la Universitat Northwestern argumenta que els valors puritans van ser finalment adoptats per tots els altres americans. Kevin M. Schultz subratlla com això va ajudar Amèrica a ser fidel a la seva promesa protestant, especialment els catòlics i jueus.

### La revolució americana i el republicanisme
Les idees que van crear la revolució americana són derivades d'una tradició de republicanisme que havia estat rebutjada per la gran majoria de britànics.L'historiador, Gordon S. Wood, afirma que “les nostres creences en la llibertat, la igualtat, el constitucionalisme i el benestar de la gent ordinària surten de l'era revolucionària. De la mateixa manera en va sorgir la idea que nosaltres, els americans, som un poble especial amb un destí especial que consisteix a guiar el món cap a la llibertat i la democràcia. Wood fa l'observació que el terme “actualment està força desacreditat”, tot i que altres, com Jon Butler, hi estan enormement a favor.
El sentit Comú de Thomas Paine va expressar per primer cop la creença que Amèrica no era només una extensió d'Europa, sinó una nova terra i un país d'un potencial i oportunitats gairebé il·limitats que havia avançat el país mare britànic.Aquests sentiments foren la base intel·lectual per al concepte revolucionari d'excepcionalisme americà i van ser íntimament propers al republicanisme, la creença que la sobirania pertany al poble, no a una classe governant hereditària.
La llibertat de religió va caracteritzar la Revolució americana de manera singular quan la majoria de les principals nacions tenien una religió d'estat. El republicanisme, liderat per Thomas Jefferson i James Madison, va crear el modern republicanisme constitucional, el qual limita el poder eclesiàstic. L'historiador Thomas Kidd (2010) argumenta que “amb l'inici de la crisi revolucionària, un important canvi conceptual va convèncer els americans de tot l'espectre teològic que Déu aixecava Amèrica amb algun propòsit específic”. Kidd afegeix que “una nova barreja d'ideologia cristiana i republicana va portar els tradicionalistes religiosos a abraçar per complet el concepte de virtut republicana”.

### Jefferson i l'imperi de la llibertat
Segons Tucker i Hendrickson (1992), Jefferson creia que Amèrica “era el portador d'una nova diplomàcia, fundada sobre la confiança d'un poble lliure i virtuós, que perseguiria fins basats en els drets naturals i universals de les persones, amb mitjans que evitarien les guerres i la corrupció. Jefferson va cercar un trencament radical amb el tradicional èmfasi europeu en la “raó d'estat”, la qual podia justificar qualsevol acció, l'habitual prioritat de la política exterior i les necessitats de la classe governant passant sobre les necessitats del poble.
Jefferson va tenir la visió d'Amèrica esdevenint el més gran “imperi de la llibertat”, el model per la democràcia i el republicanisme. Va identificar la nació amb un far per al món, tal com va dir al deixar la presidència el 1809: “Confiat en els destins d'aquesta república solitària del món, l'únic monument als drets humans, i l'única dipositària del foc sagrat de la llibertat i de l'autogovern, des d'on s'ha d'encendre per a altres regions del món, si és que mai en són susceptibles a la seva benigna influència

## Base dels arguments
Marilyn B. Young exposa que després del final de la guerra freda el 1991, els intel·lectuals neoconservadors i els pensadors van acollir la idea d'un “Imperi americà”, una missió nacional per a establir la llibertat i la democràcia en altres nacions, en especial les pobres.Explica que després dels atacs terroristes de l'11 de setembre de 2001, l'administració de George W. Bush va reorientar la política exterior cap a una insistència a mantenir la supremacia militar i el poder econòmic d'Amèrica, una actitud en harmonia amb la nova visió d'imperi americà. Young afirma que la Guerra d'Iraq (2003–2011) és un exemple d'excepcionalisme americà.
El 2012 els historiadors conservadors Larry Schweikart i Dave Dougherty van teoritzar que l'excepcionalisme americà es basa en quatre pilars: (1) el dret comú; (2) la virtut i moralitat que es troben en el cristianisme protestant; (3) el capitalisme de lliure mercat; (4) la santedat de la propietat privada.
En un llibre de 2015, Excepcional: Per què el món necessita una Amèrica poderosa, l'antic vicepresident dels EUA Dick Cheney exposa el cas de l'excepcionalisme americà, n'argumenta a favor i conclou: “som, tal com va dir Lincoln, 'l'última i millor esperança de la Terra'”. No som tan sols una nació més, una altra entitat més en l'escenari mundial. Nosaltres hem estat essencials en la preservació i el progrés de la llibertat, i aquells que ens liderin en els anys que han de venir ens han de recordar, tal com van fer Roosevelt, Kennedy, i Reagan el paper singular que tenim. Ni ells ni nosaltres hem d'oblidar que, veritablement, som excepcionals”.

### L'ethos i les idees republicanes sobre la nació
Els defensors de l'excepcionalisme americà sostenen que l'excepcionalitat dels Estats Units és a causa de la seva fundació sobre un conjunt d'ideals republicans, més que no pas sobre uns principis comuns d'heretabilitat, una ètnia o una elit dirigent. Segons la formulació del president Abraham Lincoln recollida al seu discurs de Gettysburg Adreça, Amèrica és una nació “concebuda en la llibertat i dedicada al principi que totes les persones han estat creades iguals”. En la interpretació de Lincoln, Amèrica està inextricablement connectada amb la llibertat i la igualtat, i la missió nord-americana és garantir que “el govern del poble, pel poble i per al poble, no desaparegui de la Terra”. L'historiador T. Harry Williams exposa que Lincoln creia que:
| « | Als Estats Units l'home crearia una societat que seria la millor i la més feliç del món. Els Estats Units eren la demostració suprema de la democràcia.Tanmateix, la Unió no existia només per a fer lliures les persones a Amèrica. Tenia una missió encara més gran: fer-les lliures a tot arreu. Amb la mera força del seu exemple, Amèrica portaria la democràcia a un món sense democràcia. | » |

Les polítiques americanes s'han caracteritzat des dels seus inicis per un sistema federalista (entre els estats i el govern federal) i de controls i equilibris (entre els poders legislatiu, executiu i judicial), dissenyats per a prevenir que qualsevol facció, regió o òrgan de govern poguessin esdevenir massa poderosos. Alguns defensors de la teoria de l'excepcionalisme americà argumenten que el sistema i la desconfiança cap a la concentració de poder que l'acompanya impedeixen als Estats Units patir una "tirania de la majoria", preserven una democràcia republicana lliure i permeten als ciutadans viure en un lloc on les lleis reflecteixen els seus valors. Una conseqüència del sistema polític és que les lleis poden variar molt d'una banda a l'altra del país. Els crítics de l'excepcionalisme americà sostenen que el sistema només substitueix el poder de la majoria federal sobre els estats amb el poder dels estats sobre les entitats locals. Amb tot, es podria dir que el sistema polític americà permet més domini local, però impedeix més domini intern del que faria un sistema més unitari.
L'historiador Eric Foner ha explorat la qüestió de la ciutadania per dret de naixement, la disposició de la Catorzena Esmena (1868) que fa que qualsevol persona nascuda als Estats Units esdevingui un ciutadà de ple dret. Els seus arguments són:
| « | la ciutadania per dret de naixement és un exemple de la idea, de la qual se n'ha abusat força, d'excepcionalisme americà... la ciutadania per dret de naixement fa que els Estats Units (juntament amb el Canadà) siguin únics al món desenvolupat.Cap nació europea reconeix aquest principi. | » |

### Lideratge global i activisme
El degà de la Facultat de Dret de Yale Harold Hongju Koh ha identificat el que diu ser "els aspectes més importants en què els Estats Units han estat genuïnament excepcionals: en els afers internacionals, el dret internacional i la promoció dels drets humans: és a dir, en el seu destacat lideratge i activisme globals”.Exposa:
Fins avui, els Estats Units continuen sent l'única superpotència capaç, i de vegades disposada, de comprometre recursos reals i fer sacrificis reals per a construir, mantenir i impulsar un sistema internacional compromès amb el dret internacional, la democràcia i la promoció dels drets humans. L'experiència ens ensenya que quan els Estats Units lideren els drets humans, des de Nuremberg fins a Kosovo, altres països els segueixen.
Peggy Noonan, experta en política nord-americana, va escriure a The Wall Street Journal que "Amèrica no és excepcional perquè des de fa temps intenti ser una força per al bé al món, intenta ser una força per al bé al món perquè és excepcional".
L'exvicepresident americà Dick Cheney explora el concepte de lideratge global dels Estats Units en un llibre de 2015 sobre política exterior americana, Exceptional: Per què el món necessita una Amèrica poderosa, en coautoria amb la seva filla, Liz Cheney, una antiga funcionària del Departament d'Estat dels EUA.

### Esperit de frontera
Els defensors de l'excepcionalisme americà afirmen sovint que molts trets de l'"esperit americà" van ser modelats pel procés fronterer.Seguint la tesi de la frontera de Frederick Jackson Turner, teoritzen que la frontera americana va permetre que l'individualisme prosperés a mesura que els pioners van adoptar la democràcia i la igualtat i van eliminar institucions europees centenàries com ara la reialesa, els exèrcits permanents, una església oficial i una aristocràcia terratinent posseïdora la major part de la terra. Tanmateix, l'experiència fronterera no va ser del tot exclusiva dels Estats Units. Altres nacions tenien fronteres sense que aquestes les modelessin en la mateixa mesura com ho va fer la frontera americana, generalment, perquè estaven sota el control d'un govern nacional fort.Sud-àfrica, Rússia, Brasil, Argentina, Canadà i Austràlia tenien llargues fronteres, però no tenien "terra lliure" i control local. Els entorns polítics i culturals eren molt diferents, perquè les altres fronteres no implicaven una propietat generalitzada de terres lliures ni permetien als colons controlar els governs locals i provincials, com era el cas d'Amèrica.El seu límit no va donar forma a la psique de la nació. Cada nació va tenir experiències frontereres completament diferents. Per exemple,els bòers neerlandesos a Sud-àfrica van ser derrotats a la guerra per Gran Bretanya. A Austràlia, es valoraven més la "companyonia" i el treball conjunt que l'individualisme dels Estats Units.

### Mobilitat i benestar
Durant la major part de la seva història, especialment des de mitjans del segle xix fins a principis del segle xx, els Estats Units han estat coneguts com la "terra de les oportunitats" i, en aquest sentit, s'enorgullien i s'esforçaven a promocionar l'oportunitat per a les persones d'escapar del context de la seva classe social o origen familiar. Alguns exemples d'aquesta mobilitat social inclouen:
- Ocupacional: els nens podien fàcilment triar ocupacions que no es basaven en les eleccions dels seus pares.[80]
- Física: la ubicació geogràfica no es considerava estàtica i els ciutadans sovint es traslladaven lliurement a llargues distàncies sense cap barrera.[81]
- Estatus: com a la majoria de països, la situació familiar i la riquesa sovint eren un mitjà per romandre en un cercle social superior.Amèrica era molt peculiar a causa de la saviesa popular que qualsevol persona que treballés dur, començant per immigrants pobres, podia aspirar a qualsevol posició en igualtat de condiciós, independentment de les circumstàncies de naixement. Aquesta aspiració s'anomena comunament viure el somni americà. Les circumstàncies de naixement no es prenen com una barrera per ascendir socialment o assolir un alt estatus polític a la cultura americana. Això suposava un contrast amb altres països en què moltes posicions importants estaven socialment determinades i normalment eren difícils d'assolir a menys que s'hagués nascut en el grup social adequat.[82]

Tanmateix, la mobilitat social als EUA és menor que en alguns països de la Unió Europea si es pren com a mesura els moviments d'ingressos. Els homes nord-americans nascuts al quintil d'ingressos més baixos són molt més propensos a quedar-s'hi que persones de perfil similar als països nòrdics o al Regne Unit. Molts economistes, com N. Gregory Mankiw de la Universitat Harvard, afirmen, tanmateix, que la discrepància té poc a veure amb la rigidesa de classe; més aviat és un reflex de la disparitat d'ingressos: "Pujar i baixar per una escala curta és molt més fàcil que pujar i baixar per una de llarga".
Pel que fa al benestar públic, Richard va Ascendir va preguntar l'any 1989 si hi havia evidència que els Estats Units "s'estan tornant més semblants a altres estats del benestar d'economia mixta, o cada cop més excepcionals". Va concloure que "en comparació amb altres nacions industrials avançades, Amèrica és avui excepcional en la despesa pública total, en les principals prioritats del programa i en el valor dels beneficis públics".

## Crítiques
L'historiador Michael Kammen argumenta que les crítiques contra el concepte es van plantejar a la dècada de 1970 arran de la Guerra de Vietnam. Segons Kammen, en aquell moment molts intel·lectuals van decidir que: "L'Adam americà havia perdut la seva innocència i havia donat pas a un Gulliver indefens i desllustrat". Més o menys al mateix temps, la nova història social utilitzava tècniques estadístiques sobre mostres de població que semblaven indicar semblances amb Europa pel que fa a temes com la mobilitat social. Durant la dècada de 1980, els historiadors del treball emfatitzaven que el fracàs en la formació d'un partit obrer als Estats Units significava que Amèrica no era excepcionalment favorable per als treballadors. A finals de la dècada de 1980, altres acadèmics crítics van començar a burlar-se del xovinisme extrem que desprèn l'ús modern de l'excepcionalisme. Finalment, a mitjans dels anys vuitanta, els historiadors colonials van debatre sobre la singularitat de l'experiència americana en el context de la història britànica. D'altra banda, Wilentz va defensar "formes de conflicte de classes distintivament americanes", i Foner va dir que hi havia un "caràcter distintiu del sindicalisme americà".
La tercera idea de l'excepcionalisme americà, la superioritat, ha estat criticada amb acusacions de ser defectuosa des del punt de vista moral i per l'existència d'una doble vara de mesura. A L'excepcionalisme americà i els drets humans (2005), el comentarista canadenc Michael Ignatieff tracta la idea de manera negativa i n'identifica tres subtipus principals: "exempcionalisme" (suport dels tractats sempre que els ciutadans americans n'estiguin exempts); "dobles estàndards" (criticant "els altres per no fer cas de les conclusions dels organismes internacionals de drets humans, però ignorant el que les organitzacions diuen dels Estats Units") i "aïllacionisme legal" (la tendència dels jutges dels Estats Units a ignorar altres jurisdiccions).

### L'excepcionalisme vist com a "exempcionalisme"
Durant l'administració de George W. Bush (2001–2009), el terme es va abstreure una mica del seu context històric. Tant els defensors com els opositors van començar a utilitzar-lo per a descriure un fenomen en què determinats interessos polítics veuen els Estats Units com "per sobre" o una "excepció" a la llei, específicament la llei de les nacions. (Aquest fenomen té menys a veure amb justificar la singularitat americana que amb afirmar la seva immunitat al dret internacional). El nou ús del terme ha servit per confondre el concepte i enfangar les aigües, perquè el seu èmfasi en la unilateralitat i la seva veritable orientació divergeixen una mica de les dels usos anteriors de l'expressió. Un cert nombre d'aquells que subscriuen l'"antic estil" o l'"excepcionalisme tradicional americà", la idea que Amèrica és una nació gairebé excepcional més que cap altra i que es diferencia qualitativament de la resta del món i té un paper únic per jugar en la història mundial, també coincideixen que els Estats Units estan i haurien d'estar totalment subjectes i vinculats pel dret internacional públic. De fet, investigacions recents mostren que "hi ha alguns indicis d'excepcionalitat americana entre el públic [EUA], però molt poques evidències d'actituds unilaterals". El 12 de setembre de 2013, en el context del comentari del president americà, Barack Obama, sobre l'excepcionalisme americà durant la seva xerrada del 10 de setembre de 2013 davant el poble mentre estudiava aplicar una acció militar a Síria pel seu suposat ús d'armes químiques contra civils, el president rus Vladimir Putin el va criticar: "És extremadament perillós animar la gent a veure's com a excepcionals, sigui quina sigui la motivació".

### Puresa moral
Crítics d'esquerres com Marilyn Young i Howard Zinn han argumentat que la història americana és tan defectuosa moralment a causa de l'esclavitud, els drets civils, i els problemes de benestar social que no pot ser un exemple de virtut. Zinn argumenta que l'excepcionalisme americà no pot ser d'origen diví perquè no va ser benigne, especialment en el tracte amb els nadius americans.
Donald E. Pease es burla de l'excepcionalisme americà i el veu com una "fantasia d'estat" i un "mite" al seu llibre de 2009, El nou excepcionalisme americà: "Pease assenyala que les fantasies estatals no poden amagar del tot les inconsistències que emmascaren, mostrant com esdeveniments com les revelacions d'abusos a presoners a la presó d'Abu Ghraib i l'exposició de la incompetència del govern després que l'huracà Katrina van obrir fissures en el mite de l'excepcionalitat".
El teòleg nord-americà Reinhold Niebuhr va argumentar que suposar automàticament que els Estats Units actua per a la dreta portarà corrupció moral, tot i que Niebuhr va donar suport a les polítiques americanes de la guerra freda. La seva posició, "realisme cristià", defensava una noció liberal de responsabilitat que justificava la interferència d'altres nacions.

### Doble vara de mesura
Historiadors americans com Thomas Bender "intenten posar fi al recent ressorgiment de l'excepcionalisme americà, un defecte que consideren heretat de la guerra freda". Gary W. Reichard i Ted Dickson assenyalen "com el desenvolupament dels Estats Units sempre ha depès de les seves transaccions amb altres nacions per a mercaderies, valors culturals i poblacions". Roger Cohen es pregunta: "Com d'excepcional pots ser quan tots els grans problemes als quals t'enfrontes, des del terrorisme fins a la proliferació nuclear i els preus del gas, requereixen una acció conjunta?" Harold Koh distingeix entre "drets diferencials, etiquetes diferents, la mentalitat de "contrafort" i la doble vara de mesura.(...) La quarta cara, la doble vara de mesura. presenta la forma més perillosa i destructiva de l'excepcionalisme americà". Godfrey Hodgson també conclou que "el mite nacional dels EUA és perillós". Samantha Power assegura que "no som ni l'exemple brillant, ni tan sols uns interlocutors competents.Es necessitarà una generació si fa o no fa per a recuperar l'excepcionalisme americà".

### Suport inconsistent a la democràcia
Tot i que els Estats Units han estat notablement democràtics, políticament estables i lliures de guerra al seu sòl en comparació amb la majoria de països europeus, hi ha hagut excepcions importants, essent la més notable la guerra civil americana. Fins i tot després de l'abolició de l'esclavitud, el govern federal va ignorar els requisits de la Clàusula de Protecció de la Igualtat respecte als afroamericans durant l'era de Jim Crow, i pel que fa al sufragi femení, fins a la dinovena esmena de la Constitució dels Estats Units el 1920. Tot i que la clàusula de garantia atorga al Congrés la responsabilitat d'assegurar una forma republicana de govern als estats, es van tolerar cops d'estat supremacistes blancs que foren reeixits en els governs locals en el motí electoral de 1874 i la insurrecció de Wilmington de 1898. (Molts altres intents de cop d'estat van ser suprimits amb èxit.)
L'exèrcit dels Estats Units, els diplomàtics, les agències d'intel·ligència i l'ajuda exterior s'han utilitzat per protegir els règims democràtics de molts països, inclosos molts aliats de la Segona Guerra Mundial, les democràcies del Primer Món durant la Guerra Freda, i Israel. En les seves activitats de canvi de règim, també ha portat la democràcia a molts països, de vegades per la força.Això inclou l'enderrocament del Regne hawaià (que posteriorment els EUA es van annexionar), i els governs i protectorats creats a les zones derrotades a la Primera Guerra Mundial, la Segona Guerra Mundial, la invasió de l'Afganistan el 2001 i la Guerra d'Iraq el 2003. La victòria dels Estats Units a la guerra freda va permetre que la democràcia s'estengués a molts països de l'est d'Europa.
Els Estats Units també han donat suport algun cop a l'enderrocament de governs elegits democràticament en la recerca d'altres objectius, essent els típics els econòmics i els anticomunistes. Aquests inclouen el cop d'estat mexicà de 1913 (contra les ordres del president, vegeu la participació dels Estats Units en la revolució mexicana), el cop d'estat de 1941 que va deposar Arnulfo Arias per assegurar el canal de Panamà, el cop d'estat iranià de 1953, el cop d'estat de Guatemala de 1954, l'enderrocament de Patrice Lumumba el 1960 a la República Democràtica de Congo, i el cop d'estat brasiler de 1964. Els Estats Units van revertir el seu suport anterior a una junta militar i van restaurar la democràcia a Haití amb l'operació Uphold Democracy el 1994-95. Un estudi va descobrir que els Estats Units havien interferit en les eleccions estrangeres 81 vegades, més vegades que qualsevol altre país.

### Heretgia de l'americanisme
En 1898, el papa Lleó XIII va denunciar el que considerava l'heretgia de l'americanisme a la seva encíclica Testem benevolentiae nostrae. Va apuntar cap a l'excepcionalisme americà dins de l'àmbit eclesiàstic i va assenyalar que aquest s'oposava a les denúncies papals del modernisme. A finals del segle xix, hi havia una tendència pel clergat catòlic nord-americà de veure la societat americana com a inherentment diferent d'altres nacions cristianes i d'argumentar que s'havia d'ampliar la comprensió de la doctrina de l'Església per tal d'abastar l'"experiència americana", que incloïa més individualisme, tolerància amb altres religions i separació d'església i estat.

### Declivi preventiu
Herbert London va definir el declivi preventiu com una creença postmoderna "que els Estats Units no són una nació excepcional i que, en virtut de la història, no tenen dret a tenir un paper en l'escenari mundial diferent del d'altres nacions". London va atribuir aquesta visió a Paul Krugman i altres. Krugman havia escrit a The New York Times: "Sempre hem sabut que el regnat dels Estats Units com a nació més gran del món acabaria. Tanmateix, la majoria de nosaltres ens imaginàvem que la nostra caiguda, quan arribés, seria grandiosa i tràgic".
Segons RealClearPolitics, les declaracions sobre la disminució del poder dels Estats Units han estat habituals als mitjans de comunicació en llengua anglesa. El 1988, Flora Lewis va dir: "Parlar de la decadència dels Estats Units és real en el sentit que els EUA ja no poden tibar totes les palanques de comandament ni pagar totes les factures". Segons Anthony Lewis el 1990, europeus i asiàtics ja troben la confirmació de la seva sospita que els Estats Units estan en declivi.Citant la dependència dels Estats Units de fonts estrangeres d'energia i les "debilitats crucials" en l'exèrcit, Tom Wicker va concloure "que mantenir l'estatus de superpotència és cada cop més difícil, gairebé impossible, per als Estats Units". El 2004, Patrick Buchanan va lamentar "la decadència i la caiguda de la república industrial més gran que el món hagués vist mai". L'any 2007, Matthew Parris del The Sunday Times va escriure que els Estats Units estan "donats de si", i va recordar romànticament la presidència de Kennedy, quan "Amèrica tenia els millors arguments" i podia utilitzar la persuasió moral, en lloc de la força, per a sortir-se amb la seva pel món. Des del seu punt de vista a Xangai, Howard French, de l'International Herald Tribune, es preocupa per "la disminució de la influència moral dels Estats Units" sobre una Xina emergent.
En el seu llibre, El món post-americà, l'editor de Newsweek Fareed Zakaria es refereix a un "món post-americà" que comenta que "no tracta de la decadència d'Amèrica, sinó més aviat de l'ascens de tots els altres".

### Similituds entre els EUA i Europa
El desembre de 2009, l'historiador Peter Baldwin va publicar un llibre exposant que, malgrat els intents generalitzats de contrastar la "#manera americana" i el "model social europeu," Amèrica i Europa són realment molt semblants en una sèrie d'índexs socials i econòmics.Baldwin afirmava que la subclasse negra representa moltes de les poques àrees en què hi ha una gran diferència entre els EUA i Europa, com ara l'homicidi i la pobresa infantil.
L'historiador Felipe Fernández-Armesto explica que habitualment es creu que totes les persones es consideren excepcionals. En la majoria dels casos en què s'ha abordat el tema, les similituds entre les parts en conflicte superen les diferències. Coses com la "creació de riquesa dinàmica, la democràcia, l'accessibilitat a l'oportunitat, el culte a la llibertat civil, la tradició de la tolerància", i el que Fernández-Armesto considera mals com l'economia materialista, els privilegis excessius de la riquesa i l'estretor de mires selectiva són trets estàndard en moltes societats modernes.Tanmateix, afegeix, Amèrica esdevé excepcional per la intensitat amb què es concentren aquestes característiques.

### "Amèrica primer"
Prenent l'excepcionalisme americà com el concepte més important que configura la identitat política dels Estats Units, és evident que aquesta actitud és una mena de poder suau als Estats Units que posa l'accent en la prioritat dels interessos nord-americans sobre els problemes de drets humans sota el lema "America First".

## Efectes de l'excepcionalisme americà
Els crítics de l'excepcionalisme americà argumenten que ha provocat una part de l'expansió que s'observa durant els segles XVIII i XIX a les Amèriques. Deborah Madsen va explicar que els efectes de l'excepcionalisme americà han canviat amb el temps, des de l'annexió de les terres natives americanes fins a les idees de Destí manifest (que englobava la Guerra mexicano-nord-americana i les compres de terres el segle XIX).
Madsen també va citar Frederick Douglass, un destacat abolicionista de color abans i durant la Guerra Civil americana (1861–1865), que afirmava que la idea de l'excepcionalisme americà era absurda perquè la naturalesa inherent de l'esclavitud encara existia en aquell moment.
Els partidaris de l'excepcionalisme americà poden argumentar que el propòsit dels Estats Units és estendre les democràcies a les nacions que estan sota governs tirànics. Això es pot veure en la invasió contemporània de l'Afganistan de 2001 i la invasió de l'Iraq de 2003.